# 才川コージ
才川 コージ（さいかわ コージ、1995年3月11日 - ）は、日本の俳優・タレント・YouTuber。東京都出身。アービング所属。

## 人物
身長176cm 体重67kg。靴のサイズは30cm。血液型はO型。
アメリカ人の父親と日本人の母親とのハーフである。兄はシェーン真人。
特技はパルクール、tricking、陸上競技、テニス、スケートボード。
趣味は運動、ギター、音楽鑑賞（洋楽）。
2016年10月10日放送のTBS『究極の男は誰だ!?最強スポーツ男子頂上決戦』第6回大会に、憧れのケイン・コスギの名前に因んで「コージ・サイカワ」名義で出場した。モンスターボックスではそのケインの初挑戦記録にあと1段と迫る18段(2m56cm)をマーク。総重量160kgのボックスの重さに耐え続けるヘビープレスでは予選を突破し、決勝で野村祐希と超新塾・コアラ小嵐との5分にも及ぶ熾烈なデッドヒートの末、野村に次いで2位の記録を残す。その後ベスト8まで勝ち進み、パワーウォールでは1回戦で森渉に敗れてショットガンタッチ進出を逃し、最終順位は7位となった。
『SASUKE』には7年間も応募し続け2019年の第37回大会に初出場。初出場で1st STAGEを突破し、翌年の第38回大会にも出場。同大会では1人目の1st突破者となった。
吉本坂46の梶原颯とは親友の間柄。前述の『SASUKE』第38回大会には梶原も出場し、同大会2人目の突破者となった。放送後には収録直後に2人で語り合った動画を、自身のYouTubeチャンネルに投稿している。

## SASUKEでの戦歴
第37回大会に先駆けて行われたオーディションのタレント枠応募から出場。当初はゼッケン33番で出場予定だったが、天候不良により収録日が変更された影響で一部の選手にゼッケン番号の変更が成され、才川はゼッケン55番での出場となった。1stステージでは1.90秒残しでクリアし、インタビューでは目に涙を浮かばせた。2ndステージではサーモンラダー下りで落下。
第38回では14番での出場。今大会のドラゴングライダー最初のクリア者となり、8.75秒残しと前回より余裕をもって1stをクリアし2ndでは祖母の家に製作して練習したサーモンラダーにリベンジを果たすも、スパイダーウォークからスパイダードロップへの移行で右足が滑り落下。
第39回は半年前に鎖骨を骨折した中で出場。1stのスタート3分前に靴底に滑り止めスプレーを噴射するはずが、誤ってクリーナーを吹きかけるハプニングがあったものの、12.95秒残しで初めて警告音が鳴る前にクリア。2ndでは前回阻まれたスパイダードロップをクリアするも、ウォールリフティングの3枚目を持ち上げてくぐり抜けた瞬間にタイムアップ。3rdステージ進出を目前で逃した（ゼッケン9）。
第40回はゼッケン3910番で登場。1stを26.43秒残してクリアし、SASUKE史上初3大会連続の1st1人目のクリア者となった。2ndでは、昨年の春に痛めた肩が競技中に再発し、リバースコンベアーで逆流に抗いきれず池に落水しリタイア。また、史上最多タイとなる4大会連続の2ndリタイアとなった。
第41回はスケジュールの都合により不出場となり、連続出場が4回で途切れた。

### 大会別成績
| 大会       | ゼッケン | STAGE | 記録                 | 備考       |
| ---------- | -------- | ----- | -------------------- | ---------- |
| 第37回大会 | 55       | 2nd   | サーモンラダー下り   | 2回目      |
| 第38回大会 | 14       | 2nd   | スパイダードロップ   | 移動に失敗 |
| 第39回大会 | 9        | 2nd   | ウォールリフティング | 3枚目      |
| 第40回大会 | 3910     | 2nd   | リバースコンベアー   |            |
| 第42回大会 | 18       | 2nd   | スパイダーラン       |            |

### 通算成績
| 出場数 | 2nd進出 | 3rd進出 | FINAL進出 | 最優秀成績 |
| ------ | ------- | ------- | --------- | ---------- |
| 5回    | 5回     | 0回     | 0回       | 0回        |

- 2024年 第42回大会終了時点

## 出演

### テレビドラマ
- おくさまは18歳（2011年3月、フジテレビTWO）
- 仮面ライダーシリーズ
  - 仮面ライダーフォーゼ 第3話・4話（2011年9月、テレビ朝日） - 西川司 役
  - 仮面ライダーセイバー （2020年9月6日 - 2021年8月22日、テレビ朝日） - ズオス 役[8]
- 私立バカレア高校 第4話（2012年5月、日本テレビ）
- 高梨さん 第2話（2013年4月、NHK Eテレ）
- CRISIS 公安機動捜査隊特捜班（2017年、関西テレビ） - 陣内士郎 役
- Club SLAZY Extra invitation ～Malachite～（2017年、TOKYO MX） - FLY 役
- 暇なJD・三田まゆ〜今夜、私と“優勝”しませんか〜（2017年12月28日、テレビ朝日）
- 八王子ゾンビーズ（2020年1月11日 - 2月 、TOKYO MX） - 四太 役
- 特捜9 season5 第2話（2022年4月13日、テレビ朝日）
- WOWOWオリジナルドラマ『異世界居酒屋「のぶ」Season2～魔女と大司教編』（2022年）- イーサク　役
- 親愛なる僕へ殺意をこめて（2022年10月5日 - 11月30日、フジテレビ） - 江口 役[9]
- 警視庁考察一課（2022年） - 篠宮倫太郎 役

### バラエティ
- Rの法則（2011年12月 - 2018年、NHK Eテレ） - R'sメンバー
- マイ・ディズニージュニア（2013年10月 - 、ディズニーチャンネル） - MC
- スクール革命（2015年4月 - 、日本テレビ）
- 週刊!大学生活図鑑（2015年4月 - 、BS日テレ）
- 究極の男は誰だ!?最強スポーツ男子頂上決戦（2016年10月10日、TBSテレビ）
- 情報スタジアム4時！キャッチ（2018年5月、サンテレビ）
- PON!（2018年7月、日本テレビ）
- ありえへん∞世界3時間SP（2018年11月、テレビ東京）
- 人狼系推理バトル『レジスタンスイレブン』（2019年4月4日・6月16日、日テレプラス）
- アウト×デラックス（2019年10月10日、フジテレビ）
- 炎の体育会TV（2021年6月・2022年1月、TBS）
- SASUKE（2019年12月31日 - 、TBS）
- イッテQ!（日本テレビ）
  - 新メンバー発掘プロジェクト（2024年4月）
  - 世界で一番盛り上がるのは何祭り?（2024年5月）
- おためしイッテQ!（日本テレビ）
  - ピラルク釣り（2024年10月）

### 舞台
- ミュージカル忍たま乱太郎 - 竹谷八左ヱ門 役
  - 第三弾 〜山賊砦に潜入せよ〜（2012年1月・7月、シアターGロッソ 他） - 竹谷八左ヱ門 役[10]
  - 第四弾 〜最恐計画を暴き出せ！！〜 再演（2013年6月・7月、シアターGロッソ） - 竹谷八左ヱ門 役（日替わりゲスト）
- ミュージカル 女子高生チヨ（2013年12月、東京グローブ座/サンケイブリーゼ） - 原和徳 役[11]
- プレゼント◆5
  - プレゼント◆5（2013年4月、シアターサンモール） - 渚野陽平 役[12]
  - RADIO KILLED THE RADIO STAR（2013年6月、俳優座劇場） - 渚野陽平 役（声の出演）
  - プレゼント◆5 side：三日月（2013年8月、青山円形劇場） - 不良A / 渚野陽平 役
  - 勝手に!ドルフェス2013（2013年10月、品川ステラボール） - 『プレゼント◆5』他
  - プレゼント◆5 -満月にリボンをかけて-（2013年10月 - 11月、CBGKシブゲキ!!/テレピアホール）ヨウヘイ 役
- Club SLAZY - フライ 役
  - Club SLAZY（2013年9月、新宿FACE）
  - Club SLAZY The 2nd invitation〜Sapphire〜（2013年12月、全労済ホール スペース・ゼロ）
- BROTHERS CONFLICT - 朝日奈光 役
  - -BROTHERS ON STAGE!-（2014年6月20日 - 29日、シアターサンモール）
  - -BROTHERS ON STAGE! 2-（2015年3月4日 - 3月9日 、紀伊國屋サザンシアター）
  - -BROTHERS ON STAGE!再演-（2015年4月8日 - 24日、シアターサンモール/4月22日 - 24日、松下IMPホール）
- 舞台 増田こうすけ劇場 ギャグマンガ日和（2015年9月16日 - 21日、博品館劇場） - 鶴 役
- BROTHERS CONFLICT -BROTHERS ON STAGE! 3 THE FINAL-（2016年7月6日 - 13日、シアターサンモール/7月16日 - 18日、松下IMPホール） - 朝日奈光 役
- 舞台『青の祓魔師』
  - 京都紅蓮篇（2016年8月5日 - 14日、Zeepブルーシアター六本木） - 志摩廉造 役
  - 島根イルミナティ篇（2017年10月20日 - 29日、Zeepブルーシアター六本木） - 志摩廉造 役
- Live Performance Stage『チア男子!!』（2016年12月、AiiA 2.5 Theater Tokyo） - 鈴木総一郎 役
- ジョーカー・ゲーム - 神永 役
  - ジョーカー・ゲーム（2017年5月4日 - 7日、Zeppブルーシアター六本木）
  - ジョーカー・ゲームⅡ（2018年6月14日 - 20日・23 - 26日、シアター1010 / メルパルクホール）[13]
- ハムレット（2017年、六行会ホール） - ローゼン・クランツ 役
- 何はともあれ、聴いてください！（2017年、博品館劇場） - 涼 役
- ハイスクール!奇面組（2017年6月1日 - 4日、全労済ホールスペース・ゼロ） - 雲童塊 役[14][15]
- 十二大戦（2018年5月4日 - 5日、新神戸オリエンタル劇場/5月9日 - 13日、シアター1010） - 憂城 役[16]
- 熱血硬派くにおくん 乱闘演舞編（2018年11月21日 - 25日） - きのした 役
- コジコジ（2019年8月21日 - 25日、CBGKシブゲキ!!） - ジョニー 役
- DAWN DAWGS ～朝焼けの旅路～（2019年10月10日-14日、こくみん共済coopホール/スペース・ゼロ） - フリッツ 役
- IdentityV STAGE - 傭兵（ナワーブ・サベダー） 役
  - IdentityV STAGE 第1幕（2019年11月29日 - 12月8日、サンシャイン劇場）
  - IdentityV STAGE 第2幕（2021年3月24日 - 4月1日、サンシャイン劇場）
- リアルファイティング『はじめの一歩』The Glorious Stage!!（2020年1月31日 - 2月9日、品川プリンスホテル ステラボール） - ヴォルグ・ザンギエフ 役
- 舞台『巌流島』（2023年2月10日 - 3月27日、明治座） - 大瀬戸隼人 役
- ミュージカル『新テニスの王子様』The Third Stage（2023年10月6日 - 15日、TOKYO DOME CITY HALL / 10月20日 - 29日、メルパルク大阪 ホール / 11月3日 - 12日、TACHIKAWA STAGE GARDEN） - オジュワール・ドロン 役[17]

### 映画
- 恋するナポリタン 〜世界で一番おいしい愛され方〜（2010年）
- ランウェイ☆ビート（2011年）
- 高校デビュー（2011年）
- メサイア「漆黒ノ章」（2013年）
- 流れ星が消えないうちに（2015年）
- EVEN～君に贈る歌～（2018年） - 充 役
- 八王子ゾンビーズ（2020年） - 四太 役

### 配信ドラマ
- 快感ストロベリー〜秘密の花園〜（2011年9月、BeeTV）
- 仮面ライダーセイバー スピンオフ 剣士列伝 第4話（2020年12月20日、TELASA） - ズオスの声 役
- ヨドンナ（2021年8月、東映特撮ファンクラブ） - 頭尾 役[18][19]
- 30までにとうるさくて（2022年1月、ABEMA）
- 転生バトルロワイアル（2022年12月28日、BUMP） - アイギス 役[20][21]

### 配信バラエティ番組
- 恋愛ドラマな恋がしたい～Kiss On The Bed～（2020年9月 - 12月、AbemaTV）[22] - コージ 役

### Webアニメ
- 別冊 仮面ライダーセイバー 短編活動萬画集 第2集（2021年3月7日、東映特撮ファンクラブ） - ズオス 役

### CM
- リプトン「きみといると、おもしろい。篇」（2010年）
- サーティワンアイスクリーム
- アディダス「adidas NEO G collection」
- しまむら「T’s」
- ラクスル（2017年）
- レノアハピネス(2020)
- Re就活（2021）
- ドミノピザ（2022）
- ビタミンパワーGO!SUPER BBB（2022）

### 広告
- ベネッセコーポレーション「進研ゼミ 高校講座×高校デビュー」（2011年）
- アディダスNEO

### オリジナルビデオ
- ソードオブロゴスサーガ 後編（2021年） - ズオス 役

## ディスコグラフィ

### キャラクターソング
| 発売日        | 商品名                         | 歌                                                                 | 楽曲                                                    | 備考                                                        |
| ------------- | ------------------------------ | ------------------------------------------------------------------ | ------------------------------------------------------- | ----------------------------------------------------------- |
| 2021年9月29日 | 仮面ライダーセイバー SONG BEST | ストリウス（古屋呂敏）、レジエル（高野海琉）、ズオス（才川コージ） | 「ABC Song 〜えいごでメギド〜」 「Rock Scissors Paper」 | Webアニメ『別冊 仮面ライダーセイバー 短編活動萬画集』挿入歌 |